# Synasellus robusticornis
Synasellus robusticornis is een pissebed uit de familie Asellidae. De wetenschappelijke naam van de soort is voor het eerst geldig gepubliceerd in 1987 door Odette Afonso.